# Emiliano Amann Amann
Calixto Emiliano Amann Amann (Bilbao, 14 de octubre de 1882 - Bilbao, 7 de julio de 1942) fue un arquitecto español.

## Biografía
Hijo de José Isaac Amann y Bulfi, descendiente de comerciantes alemanes establecidos en la Villa a principios del siglo XIX.

## Educación
Emiliano Amann se graduó en la carrera de arquitectura en la ETSAM (Madrid) en 1907.

## Carrera laboral
En 1909 ganó el concurso para la construcción del club marítimo del Abra en Las Arenas y posteriormente, el de la edificación de la nueva sede de la sociedad Bilbaína (calificada como bien cultural con categoría de Monumento por el Gobierno Vasco). Fue miembro de la Junta Permanente de Eusko Ikaskuntza-Sociedad de Estudios Vascos desde 1930. Es el autor de:
- El Edificio de la Sociedad Bilbaina
- La iglesia del Carmen de Neguri[1][2]
- La Universidad Comercial en 1916 (con José María Basterra)
- La Bda. de la Castellana en Burgos, proyectada en 1924.[4]
- Las Escuelas Salesianas (ambas en Deusto)
- El hospital de San Juan de Dios de Santurtzi
- La clínica del doctor Salaberri de Bilbao
- Los ascensores de Solokoetxe y Begoña (uno de los emblemas de la capital vizcaína)
- Las viviendas sociales de Solokoetxe[2] en 1931 (con Ricardo Bastida)
- La Torre Madariaga en 1941 (con Ricardo Bastida)[1]